# Антифашистички одбор ратних заробљеника
Антифашистички одбор ратних заробљеника био је илегални руководећи орган југословенских ратних заробљеника у немачким логорима. Одвајање заробљеника почело је у свим логорима још првих дана заробљеништва, у односу на окупатора и квислиншке владе у окупираној Југославији.
Важну улогу су играла питања унутар логора: држање заробљеника према немачкој управи, однос логорских власти према обавезама из Женевске конвенције о поступању према ратним заробљеницима, борба за побољшање животних услова и за слободан културно-уметнички живот у логору, отпор покушајима окупатора да присили официре на физички рад, и остало.

## Дељење заробљеника
Један од значајних тренутака био је однос према Нирнбершкој изјави, којом је председник квислиншке српске владе Милан Недић крајем 1941. позвао заробљене официре на привремено одсуство ради борбе против НОП Југославије. Поред притиска претњама, терором и глађу, отпор који су окупатору и његовим колаборационистима пружали официри антифашисти, означава почетак јаснијег сврставања заробљеника у два фронта: фронт присталица Народноослободилачког покрета у земљи и фронт профашистичких и колаборационистичких елемената.

## Логор Оснабрик
На тој линији развијао се процес оштре политичке борбе у свим логорима. На челу у логору Оснабрик налазили су се предратни чланови КПЈ, који су од првих дана заробљеништва почели  да организују антифашистичке и патриотске елементе на широкој основи, против окупатора и његових помагача.
Приступило се стварању илегалне организације на идеолошким и организационим принципима КПЈ која је била језгро антифашистичког и патриотског покрета у логору. Политичке акције спровођене су преко легалног тела — Културног одбора, јавног органа Повереништва заробљеника, који је руководио не само културним животом заробљеника, већ и њиховим политичким акцијама. Током јуна 1942. у логору Оснабрик, кад се борба с логорским реакционарима и немачком управом заоштравала, а Културни одбор све више предузимао политичке задатке, основан је антифашистички одбор ратних заробљеника од десет чланова.
Преко Културног одбора антифашистички одбор ратних заробљеника је преузео широку делатност на политичком и културном пољу. Организовани су курсеви, стручна удружења, народни универзитет, уметничка и спортска тела, а посебно је рађено на међусобној материјалној помоћи, чиме је обухваћена већина заробљеника. Нарочито су били активни комунисти и други антифашисти који су од априла 1942, због свог антифашистичког става, били иѕ Нирнберга премештени у Оснабрик.
Антифашистички одбор је 1942. себи поставио основне задатке деловања:
1. Борба с немачком управом и логорским реакционарима за доследно спровођење Женевске конвенције
2. Идеолошко и политичко уздизање заробљеника
3. Организовање отпора покушајима окупатора да међу заробљеницима врбују добровољце за борбу против НОП-а у земљи.

Реакција је, уз подршку управе логора, чинила све да разбије антифашистички одбор ратних заробљеника, то је нарочито дошло до изражаја 1942, приликом избора за главног повереника заробљеника. Пораз реакције на тим изборима и све већи утицај антифашистичког одбора ратних заробљеника на заробљенике натерали су немачку управу да током маја 1943. најистакнутије антифашисте и Јевреје затвори у посебан кажњенички логор Д, у оквиру Офлага VI C. После месец дана смењен је легално изабрани повереник, како би се на његово место наметнуло једног генерала и забранио рад Културног одбора. Тада је антифашистички одбор одговорио формирањем Техничког одбора, који је преузео функцију Културног одбора. Специјалним Билтеном с вестима добивеним преко вешто скривеног радио-пријемника, антифашистички одбор је свакодневно обавештавао заробљенике о стању на фронтама и о догађајима у свету и у земљи.
После Другог заседања АВНОЈ-а, антифашистички одбор је издао брошуру с упутама за сваког југословенског радника и војника у Немачкој, која је достављена и најудаљенијим логорима. При формирању илегалних војних јединица заробљеника (одељења, водови, батаљони и бригаде), антифашистички одбор је обратио нарочиту пажњу на набаву оружја и на успостављање везе са суседним логорима. Остварено је и повезивање са заробљеницима Црвене армије, којима су достављене вести о ситуацији, а пружана је и знатна материјална помоћ у храни, одећи и обући.
Увидевши снагу антифашистичког покрета у логору, немачка управа је повећала будност, вршила све чешће претресе и примењивала оштре дисциплинске и судске мере према истакнутим антифашистима. Премештала је антифашисте у кажњеничке логоре и кршила одредбе Женевске конвенције. Тако је у октобру 1944. лишила статуса заробљеника генерала Михајла Недељковића и групу од 8 официра и предала их Гестапу који их је под оптужбом да су припремали побуну упутио у концентрационе логоре, где су шесторица изгубили животе.

## Деловање одбора до краја рата
Крајем 1944. антифашистички одбор се претворио у Главни антифашистички одбор заробљеника, илегални орган за све логоре у Немачкој, који је имао око 40 чланова, највиђенијих активних и резервних официра, подофицира и војника из свих заробљеничких логора.
Најзначајнији резултат упорног рада антифашистичког одбора огледа се не само у спречавању окупатора да од заробљеника створи војску против НОП-а, већ и у организованом повратку у Југославију највећег броја заробљеника и интернираних.